# سارا غاردن أرمسترونغ
سارا غاردن أرمسترونغ (بالإنجليزية: Sara Garden Armstrong)‏ هي رسامة أمريكية، ولدت في 1943.

## وصلات خارجية
- الموقع الرسمي